# Michel Carcassonne
Pour les articles homonymes, voir Carcassonne (homonymie).
Michel Carcassonne (né le 5 novembre 1927 à Lyon et mort le 12 mars 2001 à Marseille) est un médecin français, professeur de chirurgie infantile.

## Éléments biographiques
Michel Carcassonne est né le 5 novembre 1927 dans une famille de médecins, le fils du professeur Fernand Carcassonne (son frère ainé, Yves Carcassonne, est également professeur de médecine).
Il fait ses études à la faculté de médecine de l'Université d'Aix-Marseille, et devient chirurgien des hôpitaux en 1959, agrégé en 1961.
Il se spécialise en chirurgie infantile et crée le service de cette spécialité à l’Hôpital Nord. Nommé professeur à partir de 1969, il introduit en France avec José Aubert la chirurgie à cœur ouvert du nouveau-né et organise à la Timone la réception et le traitement de tous les enfants victimes de la circulation dans l’agglomération marseillaise.
Il est professeur à la Faculté de médecine de Marseille de 1933 à 1973.
Il est membre de l’Académie de chirurgie, président de la Société Française de Chirurgie Pédiatrique, rédacteur en chef pendant dix ans du Journal français de chirurgie pédiatrique, 3éme membre français de la très fermée British Association of Paediatric Surgeons (en), membre d’honneur de l’American Pediatric Surgical Association (en).
Il est élu le 17 mars 1988 à l’Académie de Marseille et consacra son remerciement à la musique classique, qui le passionnait. Il est nommé en 1989 adjoint au maire de Marseille Robert Vigouroux, délégué au Conservatoire et à la musique. Il est chancelier de l’Académie en 1994.